# Kino Tęcza w Poznaniu
Kino Tęcza – nazwa kina, odnosząca się do trzech placówek funkcjonujących w Poznaniu. Dwa kina działały w okresie międzywojennym, zlokalizowane na Wildzie i Łazarzu. Trzecie funkcjonowało na Wildzie w latach PRL.
W okresie międzywojennym oddziały kina korzystały z tych samych kopii filmów. Kurier przewoził filmy z jednego do drugiego, a godziny seansów ustalone zostały w taki sposób, by obydwa kina mogły wyświetlić ten sam film jednego dnia.

## „Tęcza–Łazarz”
Znajdowało się przy ul. Marszałka Focha (Głogowska) nr 23 lub 43 (przy dawnej ul. Odskok).
Podobnie jak w kinie na Wildzie, również w tym kinie dzieci były wpuszczane na projekcje bez biletów, na wolne miejsca.

## „Tęcza–Wilda”
Kino mieściło się w budynku na rogu ulic Górna Wilda 41 (obecnie nr 85) i Spychalskiego (wejście znajdowało się od tej ulicy). Sala projekcyjna, o powierzchni 324 m², mogła pomieścić do 380 osób. Przy kinie znajdował się bufet, w którym serwowano przekąski i napoje bezalkoholowe. Właścicielka kina, Agnieszka Krakowska, nie otrzymała zgody władz na sprzedaż w kinie alkoholu.
Dokładna data otwarcia kina nie jest znana. Według Małgorzaty i Marka Hendrykowskich kino zostało otwarte w 1931 roku, jednak Magdalena Mrugalska-Banaszak na podstawie odkrytych dokumentów dowodzi, że kino otwarto wcześniej, bo już w latach 20. Na zdjęciu powodzi, wykonanym przez Stefana Ulatowskiego w 1924 roku, widać napis "KINO", co potwierdza, że musiało ono już wtedy funkcjonować. Jego pierwszą właścicielką była Agnieszka Krakowska, natomiast Emil Krakowski, również pojawiający się w zachowanych archiwach, był jej mężem lub synem i kontynuował prowadzenie kina.
Wildecka "Tęcza" cieszyła się wielkim powodzeniem wśród mieszkańców, szczególnie wśród dzieci, które często były wpuszczane na seanse bez biletów.

## „Tęcza” (kino przy ul. Wspólnej)
Kino zlokalizowane było na pograniczu Wildy i Dębca przy ul. Wspólnej 58, na terenie ogrodu działkowego. Działało w latach PRL, zostało zlikwidowane na początku lat 90. XX wieku.